# Bandera de la Organización de los Estados Americanos

Bandera oficial de la OEA.

La bandera de la Organización de los Estados Americanos es uno de los símbolos oficiales de la Organización de los Estados Americanos (OEA).

## Historia
La bandera de la Organización de los Estados Americanos (OEA) se utilizó por primera vez bajo la administración del Secretario General, el uruguayo José Antonio Mora. La bandera consta del sello de la organización, el cual representa las banderas de todos los Estados miembros sobre un fondo azul real. Este sello se ve por primera vez en papel en un memorándum en los años veinte, durante la Dirección General de la Unión Panamericana de Leo S. Rowe. 
La bandera fue encargada a la compañía Annin & Co. de Nueva York en abril de 1961. El color del fondo escogido fue el azul real, que no era ni claro ni oscuro. En el centro se encuentran las banderas de todos los países miembros colocadas de forma circular, con diez mástiles en la parte inferior y enmarcadas por un círculo blanco. El diseño se actualizó por última vez en el 1991 cuando Belice y Guyana ingresaron en la organización. Cada vez que ingresa un nuevo Estado miembro, su bandera se incorpora al diseño original. 
El uso de la bandera se ha establecido de acuerdo con las tradiciones y costumbres en ejercicio a través de los años en la organización.